# Subdivisions de l'Azerbaïdjan

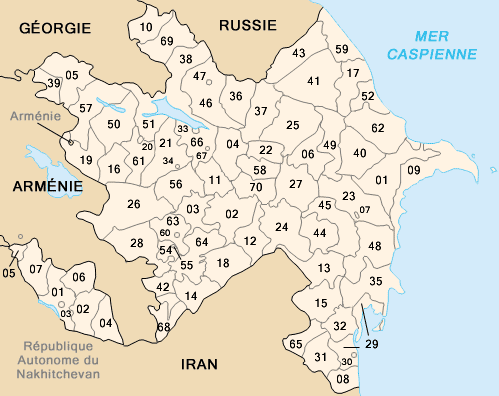
Carte des divisions administratives de l'Azerbaïdjan

Cet article traite des subdivisions de l'Azerbaïdjan.

## Divisions
L'Azerbaïdjan officiellement est divisé en :
- 59 raions (districts ou arrondissements, en azéri : rayon au singulier, rayonlar au pluriel) ;
- 11 villes (şəhər au singulier) ;
- 1 république autonome (muxtar respublika) : le Nakhitchevan, qui contient elle-même :
  - 7 districts ;
  - 1 ville.

Depuis qu'il s'est auto-proclamé indépendant le 2 septembre 1991, le Haut-Karabagh n'est plus officiellement reconnu comme muxtar respublika : ce territoire correspond en totalité ou en partie à une quinzaine de raions.

## Liste

### Partie principale
Toutes les divisions listées ci-dessous sont des raions, sauf mention contraire. Le nom azéri des divisions est indiqué entre parenthèses s'il diffère de la forme française usuelle. Les raions de la république autonome du Nakhitchevan sont numérotés et listés séparément.
1. Abşeron (inclut une exclave dans Bakou)
2. Ağcabədi
3. Agdam
4. Ağdaş
5. Ağstafa
6. Ağsu (inclut de jure l'exclave en Arménie de Karki)
7. Şirvan (ville, Ali Bayramli, Əli Bayramlı de 1938 à 2008)
8. Astara
9. Bakou (ville, Bakı)
10. Balakən
11. Bərdə
12. Beyləqan
13. Biləsuvar
14. Cəbrayıl
15. Cəlilabad
16. Daşkəsən
17. Dəvəçi
18. Füzuli
19. Gədəbəy (borde une enclave arménienne, Artsvashen)
20. Gandja (ville, Gəncə)
21. Goranboy
22. Göyçay
23. Hacıqabul
24. İmişli
25. Ismailli (raion)
26. Kəlbəcər (partiellement au Haut-Karabagh)
27. Kürdəmir
28. Laçın
29. Lankaran (raion)
30. Lankaran (ville)
31. Lerik
32. Masallı
33. Mingachevir (ville, Mingəçevir)
34. Naftalan (ville)
35. Neftçala
36. Oğuz
37. Qəbələ
38. Qax
39. Qazax (inclut trois exclaves en Arménie, Barkhudarli, Ashagi Askipara et Yukhari Askipara)
40. Qobustan
41. Quba
42. Qubadlı
43. Qusar
44. Saatlı
45. Sabirabad
46. Şəki (raion)
47. Şəki (ville)
48. Salyan
49. Şamaxı
50. Şəmkir
51. Samux
52. Siyəzən
53. Sumqayıt (ville)
54. Şuşa (raion, Haut-Karabagh)
55. Şuşa (ville, Haut-Karabagh)
56. Tərtər (partiellement au Haut-Karabagh)
57. Tovuz (borde une enclave arménienne, Artsvashen)
58. Ucar
59. Xaçmaz
60. Xankəndi (ville, capitale du Haut-Karabagh, appelée Stepanakert en arménien)
61. Göygöl (avant 2008 : Xanlar)
62. Xızı
63. Xocalı (Haut-Karabagh)
64. Xocavənd (Haut-Karabagh)
65. Yardımlı
66. Ievlakh (raion)
67. Ievlakh (ville)
68. Zəngilan
69. Zaqatala
70. Zərdab

### Nakhitchevan
Les sept raions et la ville de Nakhitchevan sont listés et numérotés séparément :
1. Babək
2. Culfa
3. Nakhitchevan (ville, Naxçıvan)
4. Ordubad
5. Sədərək (inclut une enclave en Arménie, Karki)
6. Şahbuz
7. Şərur